# Cyathissa ochracea
Cyathissa ochracea là một loài bướm đêm trong họ Noctuidae.